# Mircea Mustaţă
Mircea Immanuel Mustață (Romênia, 1971) é um matemático romeno, especialista em geometria algébrica.
Mustață obteve o bacharelado em 1995 e um mestrado em 1996 na Universidade de Bucareste e um Ph.D. na Universidade da Califórnia em Berkeley em 2001, orientado por David Eisenbud, com a tese Singularities and Jet Schemes. No pós-doutorado esteve na Université Nice-Sophia-Antipolis (2001), no Isaac Newton Institute (2002) e na Universidade Harvard (2002–2004); esteve de 2001 a 2004 no Clay Mathematics Institute. Em 2004 foi professor associado da Universidade de Michigan, onde foi professor pleno em 2008.
No outono de 2006 esteve no Instituto de Estudos Avançados de Princeton.
Mustață foi palestrante convidado do Congresso Internacional de Matemáticos em Seul (2014).
Dentre seus orientados consta June Huh.

## Publicações selecionadas
- Ein, Lawrence; Lazarsfeld, Robert; Mustaţă, Mircea; Nakamaye, Michael; Popa, Mihnea (2006). «Asymptotic invariants of base loci». Annales de l'Institut Fourier. 56: 1701–1734. Bibcode:2003math......8116E. arXiv:math/0308116
- Ein, Lawrence; Mustaţă, Mircea (2009). «Jet schemes and singularities». Algebraic geometry—Seattle 2005. Part 2. Col: Proceedings of Symposia in Pure Mathematics. 80. Providence, RI: American Mathematical Society. pp. 505–546. MR 2483946. arXiv:math/0612862. doi:10.1090/pspum/080.2/2483946
- Budur, Nero; Mustaţă, Mircea; Saito, Morihiko (2006). «Bernstein-Sato polynomials of arbitrary varieties». Compositio Mathematica. 142: 779–797. Bibcode:2004math......8408B. arXiv:math/0408408
- Mustaţă, Mircea; Payne, Sam (2005). «Ehrhart polynomials and stringy Betti numbers». Mathematische Annalen. 333 (4): 787–795. Bibcode:2005math......4486M. arXiv:math/0504486
- Mustaţă, Mircea; Takagi, Shunsuke; Watanabe, Kei-ichi (2004). «F-thresholds and Bernstein-Sato polynomials». In:  Laptev, Ari. European Congress of Mathematics: Stockholm, June 27-July 2, 2004. [S.l.]: European Mathematical Society. p. 341–364. Bibcode:2004math.....11170M. ISBN 978-3-03719-009-8. arXiv:math/0411170
- Ein, Lawrence; Mustaţǎ, Mircea (2004). «Inversion of adjunction for local complete intersection varieties». American Journal of Mathematics. 126: 1355–1365. Bibcode:2003math......1164E. arXiv:math/0301164
- Mustaţǎ, Mircea; Popa, Mihnea (2016). «Hodge ideals». arXiv:1605.08088 [math.AG]

## Ligações externaa
- «Interview with Research Fellow Mircea Mustata» (PDF). claymath.org. 2007